# Caisnes
Caisnes település Franciaországban, Oise megyében. Lakosainak száma 512 fő (2022. január 1.). Caisnes Carlepont, Cuts, Nampcel és Pontoise-lès-Noyon községekkel határos.

## Népesség
A település népességének változása:
| Lakosok száma | 521  | 526  | 528  | 511  | 504  | 506  | 507  | 507  | 512  |
|               | 2013 | 2015 | 2016 | 2017 | 2018 | 2019 | 2020 | 2021 | 2022 |